# Boschert-Gletscher
Der Boschert-Gletscher ist ein Gletscher an der Walgreen-Küste des westantarktischen Marie-Byrd-Lands. Er fließt von der Bear-Halbinsel südöstlich des Hayden Peak in südwestlicher Richtung zum Dotson-Schelfeis.
Das Advisory Committee on Antarctic Names benannte ihn 1977 nach Ralph G. Boschert, Kartograf des United States Geological Survey und Mitglied der Mannschaft für satellitenunterstützten Vermessungen auf der Amundsen-Scott-Südpolstation im antarktischen Winter 1975.